# Ring Rajen

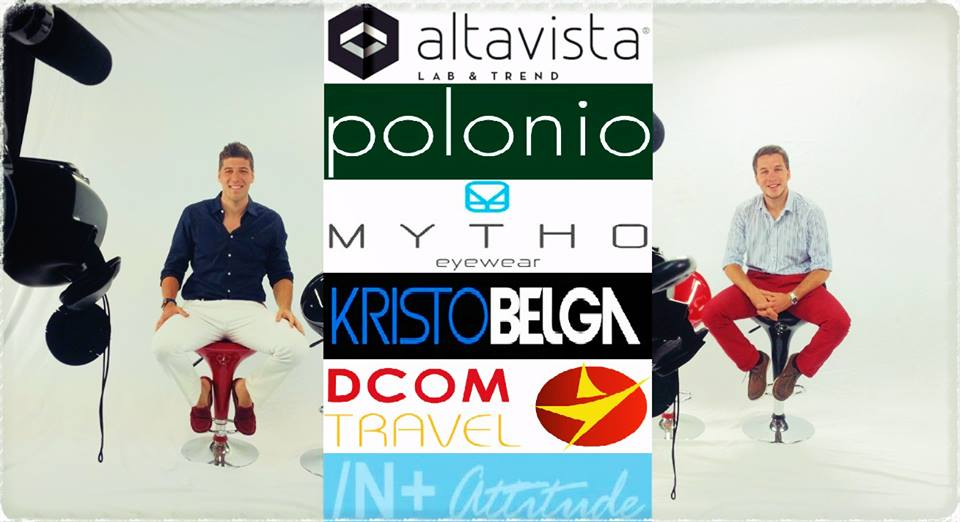
Portada de Ring Rajen con sus patrocinadores

Ring Rajen es un programa de televisión humorístico, de viajes y entretenimiento, conducido por Bruno Wahrmann Lockhart y Joaquín Pasquet Zerbi, que comenzó a emitirse en marzo de 2016 por medio de Cablevisión (Argentina), Canal U (Uruguay), Tigo Paraguay, Vivo (empresa) (Venezuela), Cable Onda Sports (Panamá) e internet a través de Vera TV de la Administración Nacional de Telecomunicaciones (Uruguay). A partir de 2017 se comenzó a emitir por medio de la web del diario El País (Uruguay), el más leído de Uruguay, a través de su sección El País TV. En marzo de 2017 se cierra un acuerdo con VTV (Uruguay) por el cual se comienza a realizar notas para el programa Día a Día y para el noticiero, mientras se produce nuevos contenidos para Ring Rajen.
Sobre finales de 2017 se realiza la primera prueba para Canal 10 (Uruguay) cubriendo el partido de fútbol amistoso Uruguay - Austria. 
En febrero de 2018 se realiza la producción del primer especial para Canal 10 (Uruguay) sobre el Carnaval de Venecia.
A ello se suman producciones para ESPN (Latinoamérica)  y Travel Channel.
Finales de 2018 cierran contrato para producir contenidos para el programa TAFF de ProSiebenSat.1 Media.

## Historia
El programa nace a partir de una propuesta entre los directivos de Canal U y los conductores en diciembre de 2015 donde se firma un acuerdo para filmar la primera temporada de 30 programas, emitidos semanalmente a partir de marzo de 2016. A su vez, se cierran los acuerdos comerciales con los patrocinadores oficiales del programa Altavista Lab & Trend (distribuidor exclusivo de Luxxotica Group), N+ Indumentaria, Kristobelga, The Polonio, DCom Travel, entre otros.
Sumado a eso, se dan las presentaciones del programa en diversos medios mediante entrevistas y talk shows con personajes relevantes como Sergio Puglia, Patricia Fierro y Luciana González.
A partir de ello, se emite el primer programa el 1 de marzo de 2016 donde se muestra la travesía de los conductores para llegar a la ciudad de Múnich, primero de los más de 25 destinos recorridos en la primera temporada.

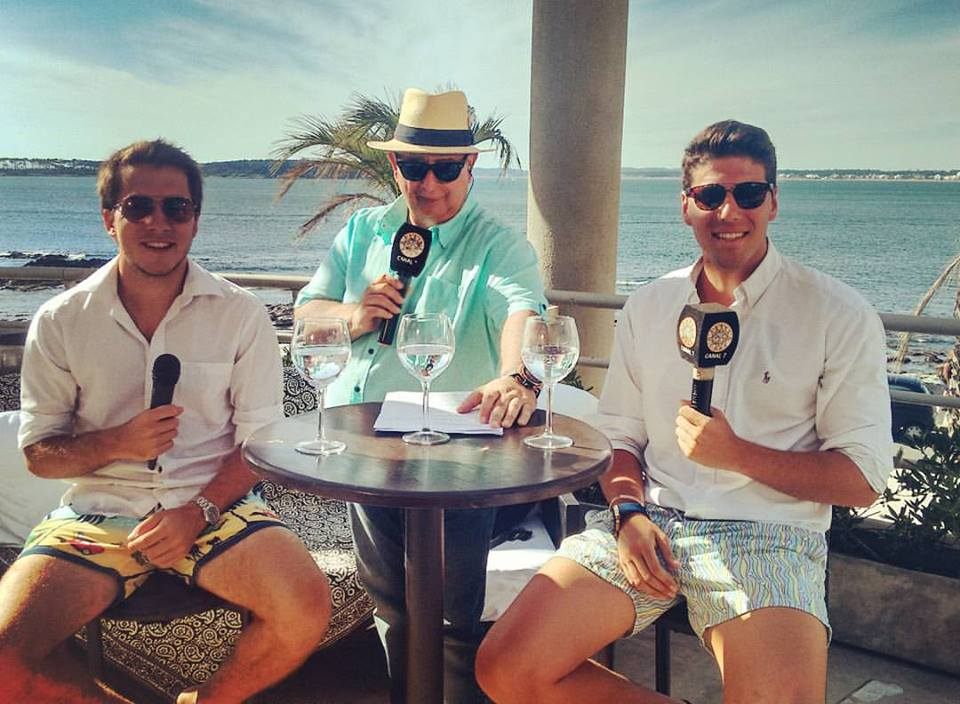
Ring Rajen invitados en el programa de Sergio Puglia

En el año 2016 se logra superar el objetivo de los 30 programas emitidos.

## Producción
Superando el objetivo inicial, los conductores recorrieron las siguientes países:
- Alemania: Bamberg, Colonia, Erding, Frankfurt, Garmisch, Hamburgo, Múnich, Riem.
- Austria: Viena, Mayrhofen.
- Dinamarca: Copenhague.
- Eslovaquia: Bratislava.
- España: Barcelona, Madrid, Mallorca, Mijas, Salou, Sevilla.
- Estados Unidos: Miami.
- Francia: Montgenèvre, Toulouse.
- Países Bajos: Ámsterdam.
- Italia: Chivasso, Piamonte, Rondissone, Sauze D´Oulx, Torino, Venecia.
- Israel: Jerusalén, Haifa, Tel Aviv.
- Suiza: Zúrich.
- Uruguay: Punta del Este

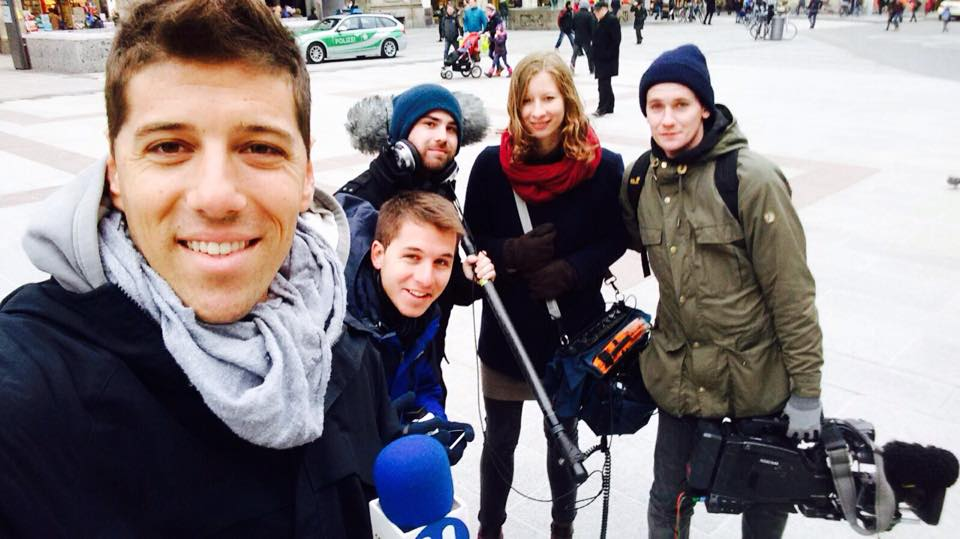
Equipo de Ring Rajen trabajando

La edición del programa está a cargo de Yamila González y Estefanía Martínez.

## Esencia
Bruno Wahrmann, Joaquín Pasquet y un gran equipo de producción presentan una alternativa diferente y única. Ring Rajen se enfoca en la vida cotidiana, los cambios culturales y en el shock que pueden tener dos jóvenes de costumbres latinas viviendo en el primer mundo. Los conductores, con su habitual desenfado, interactúan constantemente con el público local, a través de entrevistas, actividades lúdicas y desafíos.
Además, recorren los eventos más "trendy" y populares del globo para mostrar lo que realmente ocurre en estos increíbles escenarios.

### Cultura

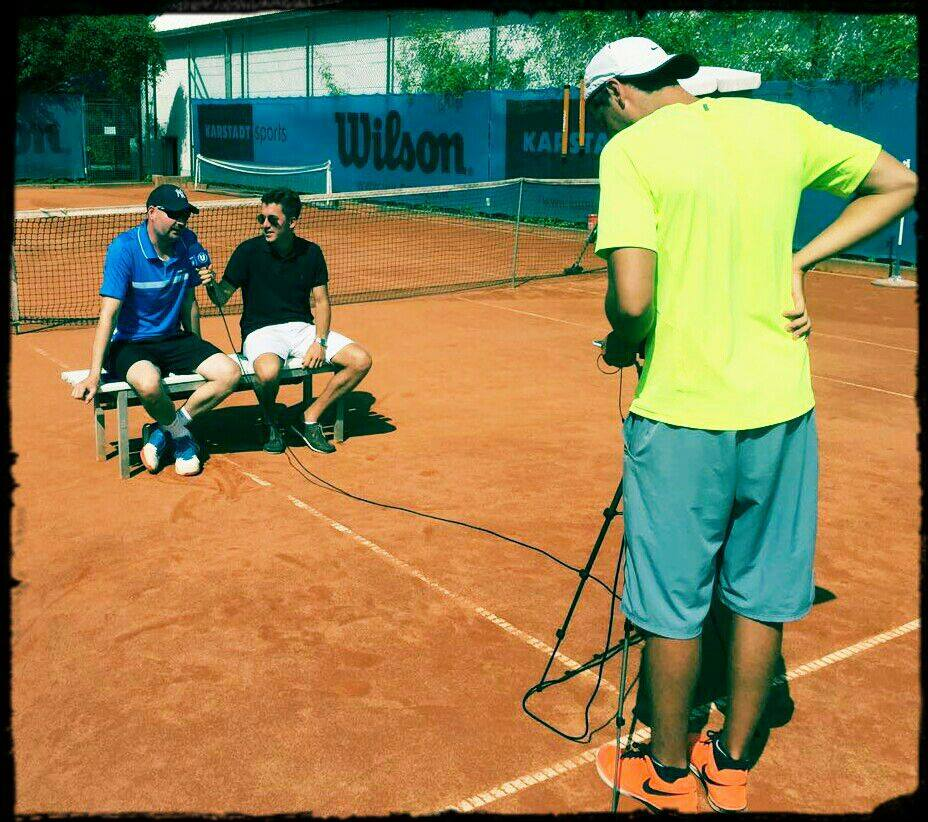
Entrevista a Alex Rădulescu en Hamburgo

- BMW Welt
- Carnaval de Colonia
- Carnaval de Rondissone
- Carnaval de Venecia
- Casa de Ana Frank
- Deutsches Museum
- Hofbräuhaus am Platzl

- Museo BMW
- Museo van Gogh
- Oktoberfest
- Día de San Patricio

### Deporte
- Allianz Arena
- BMX
- Entrenamiento de TSV 1860 Múnich
- Entrenamiento Bayern de Múnich
- Entrevista Gary Kagelmacher
- Entrevista Alex Rădulescu
- Equitación en Pferd International
- Fútbol a la Asociación Uruguaya de Fútbol
- Hockey sobre hielo
- Maccabiah
- Night of the Jumps
- Partido Uruguay - Austria de fútbol amistoso.
- River Surfing[8]
- Ski y Snowboarding
- Wakeboarding en Wake Park Barcelona y MallorcaCubriendo el evento de deportes extremos Night of the Jumps

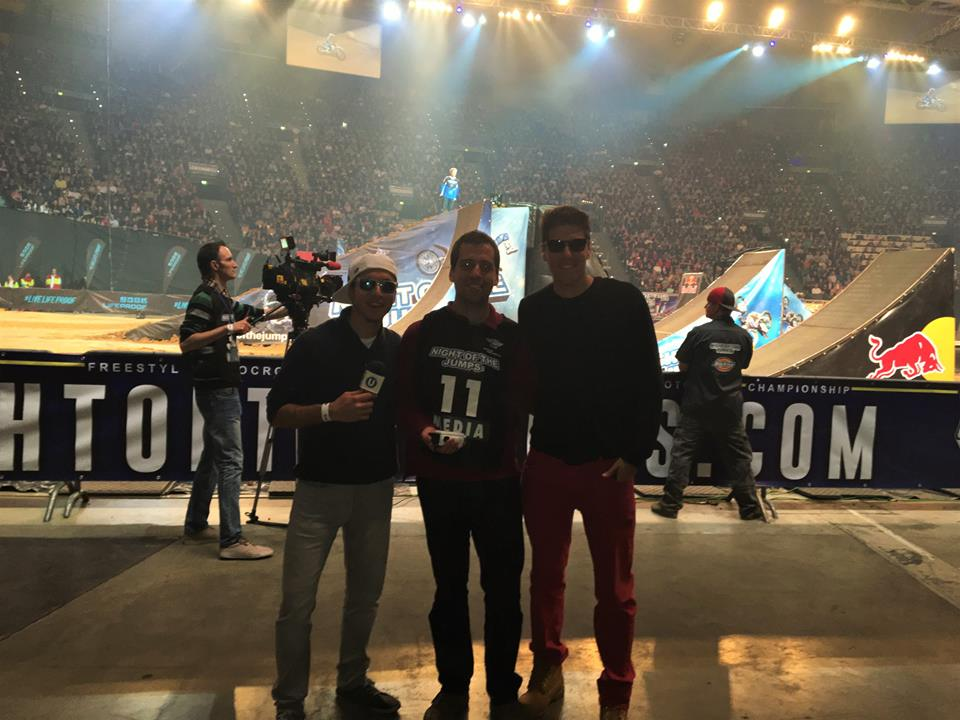
Cubriendo el evento de deportes extremos Night of the Jumps

### Música
- David Guetta, Robin Schulz, Steve Aoki, Dimitri Vegas & Like Mike en BigCityBeats World Club Dome[9]
- Entrevista Banda Anfol
- Fatboy Slim en Snowboming[10]
- Felix Jaehn en Múnich Mash
- J Balvin y su gira europea.

- Stu sta culum (festival estudiantil de música)